# Улрих фон Шлюселберг
Улрих фон Шлюселберг (на немски: Ulrich von Schlüsselberg; † между 5 септември и 6 октомври 1288) е господар на Шлюселберг (днес част от Вайшенфелд) в Бавария.

## Произход
Той е син на Еберхард I фон Грайфенщайн и Шлюселберг († 1243) и втората му съпруга фон Еберщайн. Внук е на Майнгоц фон Грайфенщайн († сл. 1188). Брат е на Еберхард II фон Шлюселберг († 1284) и на Албрехт фон Шлюселберг († 1276), провост в „Св. Ганголф“ в Бамберг.
Преди строежа на замък Шлюселберг фамилните членове се наричат също „фон Грайфенщайн“. Между 1216 и 1219 г. фамилията построява замък Шлюселберг. През 1219 г. те се наричат за пръв път фон Шлюселберг. Шлюселбергите притежават до измирането им през 1347 г. замък Грайфенщайн.

## Фамилия
Улрих фон Шлюселберг се жени за Хедвиг фон Грюндлах († между 18 октомври 1283 и 15 септември 1288), дъщеря на Хердеген фон Грюндлах († 1285) и Ирментрудис († ок. 1279). Тя е от знатната фамилия „Грюндлах“ от Нюрнберг. Те имат шест деца:
- Еберхард III фон Шлюселберг († 30 април сл. 1306), баща на Конрад II фон Шлюселберг († 1347)
- Улрих фон Шлюселберг († 11 август 1322, Авиньон), дякон (1306) и провост (1313) в катедралата „Св. Стефан“ в Бамберг, електор, избран епископ на Бамберг (1318 – 1321) и Бриксен (1322)
- Готфрид I фон Шлюселберг († 5 юни 1306/1308), женен I. ок. 1286 г. за графиня Мехтилд фон Вертхайм († 1298), II. пр. 22 февруари 1300 г. за графиня Маргарета фон Катценелнбоген († 1336)
- Юта (Йеута) фон Шлюселберг († сл. 12 юни 1309), омъжена пр. 16 април 1291 г. за ландграф Гебхард VI фон Лойхтенберг († 1293)
- Аделхайд фон Шлюселберг († сл. 1308)
- Кунигунда фон Шлюселберг († сл. 1312), омъжена за Конрад V фон Хоенфелс († 1293)